# 最美不过初相见
《最美不过初相见》（英語：Bound At First Sight），2025年中国偶像剧。根据棋子和松子的同名小说改编，由余心恬、李玹雨、宋伊人、厉娜领衔主演，于2016年5月23日在山东青岛开机，同年8月6日在山东青岛杀青。于2025年3月5日在Youtube播出。

## 劇情
裴岩妍（余心恬饰）与高嵩（李玹雨饰）相识于高中，热恋于大学时代，分手于慌乱迷失的大学毕业季，当他们失去彼此，各自游荡7年后，成为大龄剩女的她，和即将订婚的他，终于狭路相逢于职场。身为大学教师兼网络安全专家的高嵩和身为媒体记者的裴岩妍因为工作的缘由，一次次不期而遇，工作的交集将他们紧紧连在一起。时隔7年，高嵩发现自己仍然深爱裴岩妍，于是坦然与女友分手，再次对裴岩妍展开追求，面对初恋的回归，裴岩妍却不能再次接受。充满怨恨又深爱对方，想要接近却被理智左右。为了躲开高嵩，裴岩妍选择疯狂工作视而不见，直到高嵩遇到危难，生死未卜，裴岩妍才明白他们彼此相爱，在经历了尊严、真爱、现实等层层折磨与虐恋之后，两人终于重温旧梦，修成了正果。

## 演员列表

### 主要演员
| 演员   | 角色   | 介绍                                                                                       | 登场集数 |
| 余心恬 | 裴岩妍 | 从小到大都是众人眼中的“三好学生”。但是母亲的抛弃，父亲的疏忽，都让她的内心充满孤独和悲凉。 |          |
| 李玹雨 | 高嵩   | 生长在单亲家庭的他，少年时期极其叛逆。虽然头脑很好，但是总是一副吊儿郎当的样子。           |          |

### 其他演员
| 演员   | 角色   | 介绍 | 登场集数 |
| 汪汐潮 | 江山   | 自入学的第一天起，就喜欢上了裴岩妍，痴心不改。为了裴岩妍，甚至放弃自己喜欢的理科，改读文科。                                                                         |          |
| 宋伊人 | 卢嘉嘉 | 高中时候和裴岩妍、纪岚一个寝室，是裴岩妍的超级闺蜜，经常充当裴岩妍的“爱情军师”。在青涩懵懂的少年时代疯狂的爱过徐杰，并且如愿以偿的和徐杰在一起。                     |          |
| 陆钧彦 | 徐杰   | 一直都是一个很现实的人，所以连结婚都选择了一个对事业有帮助的女人。唯一的一次不现实、不理智，就是高中时和卢嘉嘉谈恋爱。                                               |          |
| 厉娜   | 钱桧   | 裴岩妍的现任邻居，假小子，是一个相当帅气的人，留一头帅气的短发，却是个如假包换的女生。性格张扬、活泼，对于爱情很主动。玩架子鼓，为了在舞台上鲜艳，把头发染成鲜红色。 |          |
| 鲁筱冉 | 纪岚   | 在中学时代，曾经和卢嘉嘉以及裴岩妍是好闺蜜，但因为裴岩妍事事都比自己强而心生妒忌。                                                                                   |          |
| 马秋子 | 萧晓   | 从高嵩在军训时替她解围的那一刻起，就喜欢上了这个学弟。即便见到各方面都很优秀的裴岩妍之后也没有死心。                                                                 |          |
| 李博   | 裴晓迪 | 裴岩妍的表哥，一直把裴岩妍当成自己的亲妹妹。从小对画画就有天份，却不爱照常理出牌，明明先后考上了清华大学建筑系和美术学院，但都中途辍学。                             |          |
| 李梓豪 | 孙逸   | 裴岩妍的哥哥，暖男形象。 |          |

## 电视剧歌曲
| 曲别   | 歌名 | 演唱者 | 作词 | 作曲 |
| 片头曲 |      |        |      |      |
| 片尾曲 |      |        |      |      |
| 插曲   | 可疑 | 厉娜   |      |      |